# ایل‌فورد، نیو ساوت ولز
ایل‌فورد (به انگلیسی: Ilford) یک شهرک در استرالیا است که در نیو ساوت ولز واقع شده‌است.